# Quintus Marcius Ralla
Quintus Marcius Ralla war ein an der Wende des 3. Jahrhunderts v. Chr. zum 2. Jahrhundert v. Chr. in Rom lebender Plebejer. Er führte im Jahr 196 v. Chr. das Amt eines Volkstribuns aus. Zusammen mit seinem Amtskollegen Gaius Atinius Labeo erreichte er gegen den Willen der amtierenden Konsuln, dass das Friedensabkommen mit Philipp V., König von Makedonien, durch ein Plebiszit ratifiziert wurde.
Bei Beendigung des Zweiten Makedonisch-Römischen Kriegs hatte der römische Senat in einem Senatus consultum beschlossen, dass die durch Titus Quinctius Flamininus definierten Bedingungen zu einem Friedensabschluss führen sollten. Auf vornehmliches Betreiben des Konsuls Marcus Claudius Marcellus sollte der Senat in einem neuerlichen Senatsbeschluss dazu bewegt werden, konträr der zuvor geltenden Vereinbarung, Makedonien als Provinz zu verwalten und diese, neben der Provinz Gallia cisalpina, zwischen ihm und seinem Kollegen Lucius Furius Purpureo auszulosen. Als Grund führte Marcellus seine Zweifel an der Einhaltung des Friedens seitens Philips V. an. Dem so argumentierenden Konsul zeigte sich die Mehrheit der Senatoren anscheinend geneigt, so dass ein neuerlicher Senatsbeschluss die Wiederaufnahme der Kampfhandlungen bedeutet hätte. Die Volkstribunen Quintus Marcius Ralla und Gaius Atinius Labeao drohten daraufhin, ein solches senatus consultum durch Interzession zu verhindern, wenn die Angelegenheit nicht zuvor zur Abstimmung durch das Volk in einem Concilium plebis gelangt wäre. Die Aufrechterhaltung des bestehenden Friedens mit den zuvor vereinbarten Bedingungen wurde einstimmig von der Volksversammlung beschlossen und ratifiziert.
Im Jahr 192 v. Chr. weihte Quintus Marcius Ralla als duumvir den Tempel des Veiovis ein, den Lucius Furius Purpureo anlässlich eines Sieges über die keltischen Boier zwischen 200 und 196 v. Chr. zu Ehren Jupiters gestiftet hatte. Titus Livius gibt in seinem Werk an, dass durch Quintus Marcius Ralla zwei Tempel eingeweiht wurden, die Lucius Furius Purpureo erstmals als Prätor und später als Konsul gelobt hatte. Die moderne Forschung geht davon aus, dass sich die zwei Gelübde wahrscheinlich auf einen Tempel beziehen. Weitere Einzelheiten zu Quintus Marcius Ralla sind nicht bekannt.